# 手紙日和
『手紙日和』（てがみびより）は、2007年12月に日本郵政によるCDレーベル「JP MUSIC」の第1弾として企画発売されたコンピレーション・アルバム。
ここでは『手紙日和2 想い出の手紙』についても記述する。

## 手紙日和
JP MUSICレーベルのコンセプトに沿って、手紙・メッセージに関する歌詞があしらわれたJ-POPアーティストによる既存の楽曲と、新録の楽曲（2曲）をオムニバスで収録したコンピレーション・アルバムである。
紙ジャケット仕様で、外装シュリンクに宛名シールが貼付されており、140円切手を貼ることで定形外郵便物としてそのまま郵送することが可能である。また、インナーには3枚の便せんが封入されている。
ジャケットデザインは現役の切手デザイナー（日本郵便所属）が担当している。
定価：2200円

### 収録曲
1. 春の手紙（大貫妙子）
2. 恋人への手紙（TULIP）
3. 大きな玉ねぎの下で（サンプラザ中野）
4. 休みの午後（森高千里）
5. 手紙の力（RAG FAIR）
6. 太陽の接吻（paris match）
7. メッセージ・ソング（ピチカート・ファイヴ）
8. ハッピー・エンド・レターズ（東京エスムジカ）
9. 便箋歌（クラムボン）
10. 手紙（諌山実生）
11. 君に手紙を書く理由（The Remember Me）
12. 手紙日和（宮良牧子（JP MUSIC オリジナルテーマ曲））

## 手紙日和2 想い出の扉
前作「手紙日和」とはコンセプトを変え、50歳以上のミドルシニア層・団塊の世代をターゲットに、1970年代を懐古させるようなフォークソングを中心に収録。
50歳以上の郵便局利用者や郵便局員延べ2800人へ、株式会社シニアコミュニケーション協力のもと、自身の好みの楽曲上位3つを回答し、集計した上位10曲と、企画者が選曲した5曲、オリジナル1曲で構成されている。この内、さだまさしについては、「道化師のソネット」がゆうちょ銀行の「JP BANKカード」テレビCMに用いられている。
ジャケットデザインは実際の切手デザイン（2008年5月発行のふるさと切手「ふるさと心の風景 第1集」）にも採用された原田泰治の「野良時計」が大々的に用いられている。前作同様、外装シュリンクに宛名シールが貼付されており、140円切手を貼ることでそのまま定形外郵便物として郵送することが可能である。
定価:2400円
収録曲
1. さらば恋人（堺正章）
2. 置手紙（かぐや姫）
3. 結婚するって本当ですか（ダ・カーポ）
4. 悲しきレイン・トレイン（TULIP）
5. 秋止符（アリス）
6. わかって下さい（因幡晃）
7. 案山子（さだまさし）
8. この広い野原いっぱい（森山良子）
9. 手紙（由紀さおり）
10. あなたの手紙（ピンク・ピクルス）
11. 太陽がくれた季節（青い三角定規）
12. パープルタウン 〜You Oughta Know By Now〜（八神純子）
13. あの人の手紙（かぐや姫）
14. 木綿のハンカチーフ（太田裕美）
15. 我が良き友よ（吉田拓郎とLOVE LOVE ALL STARS）
16. 手紙日和 ～想い出の扉～（JP MUSIC Original Instrumental）